# Suave World
Suave World er det femte studiealbum og tredje soloalbum fra den danske rapper Gilli. Albummet blev udgivet den 14. oktober 2022 af Universal Music Danmark.

## Trackliste
| 1.    | "Life"                               | Gilli & Nicki Pooyandeh               | Nicki Pooyandeh          | 2:50 |
| 2.    | "Money Dial"                         | Gilli & Pooyandeh                     | Pooyandeh                | 2:28 |
| 3.    | "En Gang Til"                        | Gilli, Mass Ebdrup & Pooyandeh        | Pooyandeh & Saveus       | 2:30 |
| 4.    | "Verden Vågner" (feat. Saveus)       | Gilli, Saveus & Pooyandeh             | Pooyandeh                | 2:36 |
| 5.    | "Romario"                            | Gilli, Thomas Boesgaard & Oskar Hanak | T&O                      | 2:46 |
| 6.    | "Varmeste Herinde"                   | Gilli & Pooyandeh                     | Pooyandeh                | 3:08 |
| 7.    | "Du Min" (feat. Benny Jamz & KESI)   | Gilli, Benny Jamz, KESI & Pooyandeh   | Pooyandeh                | 3:22 |
| 8.    | "Lad Livet Gå"                       | Gilli, Pooyandeh & Hennen Beats       | Pooyandeh & Hennen Beats | 2:22 |
| 9.    | "Ligesom Os"                         | Gilli & Pooyandeh                     | Pooyandeh                | 3:17 |
| 10.   | "Paid"                               | Gilli, Pooyandeh & Yas Werneck        | Pooyandeh                | 2:16 |
| 11.   | "Lever Nu" (feat. Benny Jamz & KESI) | Gilli, Benny Jamz, KESI & Pooyandeh   | Pooyandeh                | 2:59 |
| 12.   | "Casa"                               | Gilli & Pooyandeh                     | Pooyandeh                | 2:47 |
| 13.   | "Livet Går Videre"                   | Gilli & Pooyandeh                     | Pooyandeh                | 3:11 |
| 37:38 |                                      |                                       |                          |      |

## Hitlister

### Ugentlig hitliste
| Hitliste (2022)        | Højeste placering |
| ---------------------- | ----------------- |
| Danmark (Album Top-40) | 1                 |

### Årsliste
| Hitliste (2022) | Placering |
| --------------- | --------- |
| Danmark         | 7         |
| Hitliste (2023) | Placering |
| Danmark         | 5         |
| Hitliste (2024) | Placering |
| Danmark         | 30        |